# Rota (Insel)
Rota (alternativ auch Zarpana oder Santa Ana, cham. Luta) ist neben Saipan und Tinian eine der drei großen Inseln des US-Außengebiets Commonwealth der Nördlichen Marianen.
Rota liegt 58 km nordöstlich von Guam sowie 90 km südwestlich von Tinian. Die Insel ist 19 km lang, 8 km breit und hat bei einer Küstenlänge von 61,6 km eine Fläche von 85,39 km². Höchste Erhebung ist der Mount Manira mit 495 m über dem Meer.
Die Insel hatte bei der US-Volkszählung 2010 eine Einwohnerzahl von 2.477, der Großteil dieser Einwohner lebt in der Songsong-Siedlung, welche auch die größte ist. In der Inselmitte befindet sich der Flughafen Rota mit einer 1800 m langen Startbahn.
Rota war von 1899 bis 1918 Teil der deutschen Kolonie Deutsch-Neuguinea. Am 21. Oktober 1914 wurde Rota von japanischen Truppen besetzt. Im Pazifikkrieg wurde Rota im Rahmen der Strategie des Inselspringens anders als die Nachbarinseln Guam und Tinian nicht von den amerikanischen Streitkräften besetzt, sodass die Garnison, die aus ca. 2.000 Angehörigen der Kaiserlich Japanischen Armee und Marine bestand, bis zur Kapitulation am 2. September 1945 auf der Insel verblieb.
2025 wurde bekannt, dass auf Rota neue Lagerhallen, erweiterte Rollfelder und bessere Häfen durch US-Militär in Planung sind. Auf Guam liegt die Andersen Air Force Base. Guam sei gefährdet in einem Krieg mit China und könnte im Krisenfall „Erstschlagziel“ werden. Deshalb plant man Ausweichflugplätze für Guam. Auch die Nachbarinseln Tinian und Saipan, ferner das weiter entfernt liegende Yap, werden aufgerüstet.